# Sânsimion
Sânsimion là một xã thuộc hạt Harghita, România. Dân số thời điểm năm 2002 là 3447 người.